# Bisi Silva

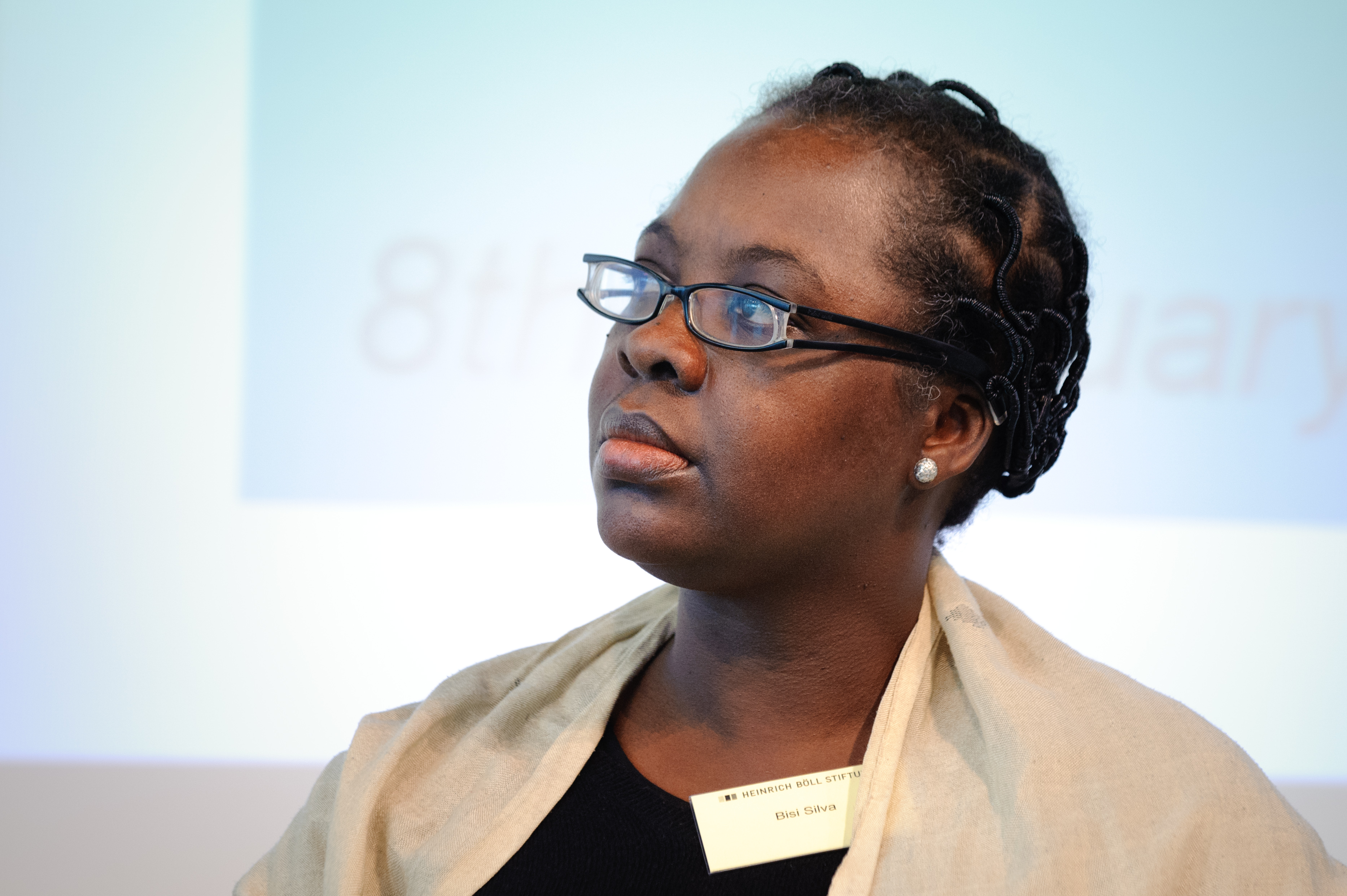
Bisi Silva (2012)

Bisi Silva (Olabisi Obafunke Silva) (29 tháng 5 năm 1962   – 12 tháng 2 năm 2019)  là một người phụ trách nghệ thuật đương đại Nigeria có trụ sở tại Lagos.

## Tiểu sử
Bisi Silva tốt nghiệp bằng Thạc sĩ Quản trị Nghệ thuật Thị giác: Quản lý và Vận hành Nghệ thuật Đương đại tại Đại học Nghệ thuật Hoàng gia, London năm 1996. Silva đã đến thăm Lagos, Nigeria vào năm 1999 với ý tưởng bắt đầu một dự án ở đó.
Bisi Silva là người sáng lập và giám đốc nghệ thuật của Trung tâm nghệ thuật đương đại, Lagos (CCA, Lagos), khai trương vào tháng 12 năm 2007. CCA Lagos thúc đẩy nghiên cứu, tài liệu và triển lãm liên quan đến nghệ thuật đương đại ở Châu Phi và nước ngoài. Tại CCA, Lagos, Silva giám tuyển nhiều triển lãm, trong đó có một với họa sĩ người Nigeria Ndidi Dike. Silva cũng là người sáng lập Trường Nghệ thuật Asiko, nơi tự mô tả là "hội thảo nghệ thuật một phần, cư trú một phần và học viện nghệ thuật một phần".
Bà là đồng giám tuyển của "Sự tiến bộ của tình yêu", một sự hợp tác xuyên lục địa trên ba địa điểm ở Hoa Kỳ và Nigeria (tháng 10 năm 2012 – Tháng 1 năm 2013). Silva là đồng giám tuyển của " J.D. 'Okhai Ojeikere: Moments of Beauty", Kiasma, Helsinki (tháng 4 – tháng 11 năm 2011). Bà cũng là người đồng quản lý cho Nghệ thuật đương đại thứ hai của Thessaloniki, Hy Lạp, "Praxis: Art in Times of Uncertuity" vào tháng 9 năm 2009. Năm 2006, Silva là một trong những người phụ trách giải đấu Dakar Biennale ở Sénégal. Phối hợp với nhà phê bình nghệ thuật người Bồ Đào Nha Isabel Carlos, bà đã chọn các nghệ sĩ cho giải thưởng Artes Mundi thứ ba tại xứ Wales. Bà cũng phụ trách "Vùng liên hệ: Nghệ thuật đương đại từ Tây và Bắc Phi" (tháng 10 năm 2007) và một triển lãm có tên "Kể chuyện  ... Nhiếp ảnh đương đại Phần Lan ", trong Biên niên sử thứ bảy của nhiếp ảnh châu Phi tại Bamako (tháng 11 năm 2007).
Silva đã viết về nghệ thuật đương đại cho các ấn phẩm quốc tế, bao gồm Nghệ thuật hàng tháng, Chưa có tiêu đề, Văn bản thứ ba, M Metropolis, Agufon và cho các tờ báo Nigeria như Ngày này. Silva là thành viên trong ban biên tập của n.paradoxa, một tạp chí nghệ thuật nữ quyền quốc tế và là biên tập viên khách mời cho vấn đề châu Phi và châu Phi của n.paradoxa (tháng 1 năm 2013).
Silva qua đời ở Lagos, Nigeria, ở tuổi 56 sau cuộc chiến kéo dài 4 năm với căn bệnh ung thư vú.

## Triển lãm giám tuyển hoặc đồng giám tuyển

### 2009
- Trong ánh sáng của trò chơi, Phòng trưng bày nghệ thuật Durban và Hội chợ nghệ thuật ở New Zealand
- Những cuộc gặp gỡ tình cờ, Bảy nghệ sĩ đương đại từ Châu Phi, Phòng triển lãm Sakshi, Mumbai Ấn Độ e Sakshi Gallery, Đài Bắc, Đài Loan
- Giống như một trinh nữ  ..., Lucy Azubuike (NIG) và Zanele Muholi (SA), CCA, Lagos
- Praxis: Nghệ thuật trong thời đại không chắc chắn, Biên niên thứ hai của nghệ thuật đương đại, Hy Lạp
- Maputo: Câu chuyện về một thành phố, Nghệ thuật đương đại thứ hai của Thessaloniki, Hy Lạp

### 2008
- George Osodi, Paradise Lost: Xem lại đồng bằng Nigeria, CCA, Lagos
- Ndidi Dike, Waka-in-Bond: The Last ¾ Mile, CCA, Lagos

### 2007
- Fela, Ghariokwu Lemi và Nghệ thuật của bìa album, CCA, Lagos
- Khu liên hệ: Nghệ thuật đương đại từ Tây và Bắc Phi, Bảo tàng quốc gia Mali
- Nói... Nhiếp ảnh đương đại Phần Lan, Settima Biennale di Fotosia Victana, Bamako

### 2006
- Dak'Art, Biennale di Dakar, Sénégal